# Paróquias da arquidiocese de São Sebastião do Rio de Janeiro
Esta é uma lista de paróquias da Arquidiocese de São Sebastião do Rio de Janeiro, circunscrição territorial da Igreja Católica no Brasil.
A arqudiocese é dividida em onze vicariatos episcopais: Anchieta, Barra, Campo Grande, Cascadura, Jacarepaguá, Leopoldina, Madureira, Norte, Oeste, Santa Cruz, Sul e Urbano. Cada um destes vicariatos é subdividido em foranias, compostas - por sua vez - por paróquias, cujo número total é de 296.
Neste artigo são listadas todas as paróquias da arquidiocese com seu ano de ereção (note-se que muitas igrejas já existiam antes de sua elevação à categoria de paróquias)
| Paróquia                                                     | Bairro 1                 | Bairro 2           | Vicariato    | Ano de ereção canônica (instalação) | Observações                               |
| ------------------------------------------------------------ | ------------------------ | ------------------ | ------------ | ----------------------------------- | ----------------------------------------- |
| Nossa Senhora da Candelária                                  | Centro                   |                    | Urbano       | 1634                                |                                           |
| Nossa Senhora da Apresentação                                | Irajá                    |                    | Madureira    | 1644                                |                                           |
| Nossa Senhora de Loreto                                      | Freguesia                | Jacarepaguá        | Jacarepaguá  | 1661                                | Santuário                                 |
| São Tiago                                                    | Inhaúma                  |                    | Madureira    | 1743                                |                                           |
| Santa Rita                                                   | Centro                   |                    | Urbano       | 1751                                |                                           |
| Nossa Senhora da Ajuda                                       | Freguesia                | Ilha do Governador | Leopoldina   | 1755                                |                                           |
| Nossa Senhora do Desterro                                    | Campo Grande             |                    | Campo Grande | 1755                                |                                           |
| Salvador do Mundo                                            | Guaratiba                |                    | Campo Grande | 1755                                |                                           |
| Nossa Senhora da Conceição                                   | Santa Cruz               |                    | Sul          | 1760                                |                                           |
| São Francisco Xavier                                         | Tijuca                   |                    | Norte        | 1795                                |                                           |
| São João Batista da Lagoa                                    | Botafogo                 |                    | Sul          | 1810                                |                                           |
| Senhor Bom Jesus do Monte                                    | Ilha de Paquetá          |                    | Urbano       | 1810                                |                                           |
| Sant’Ana                                                     | Cidade Nova              |                    | Campo Grande | 1814                                |                                           |
| Nossa Senhora da Glória                                      | Laranjeiras              |                    | Sul          | 1834                                |                                           |
| Santo Antônio dos Pobres                                     | Centro                   |                    | Urbano       | 1854                                |                                           |
| São Cristóvão                                                | São Cristóvão            |                    | Urbano       | 1856                                |                                           |
| São Joaquim                                                  | Estácio                  |                    | Norte        | 1865                                |                                           |
| Nossa Senhora da Conceição                                   | Engenho Novo             |                    | Sul          | 1873                                |                                           |
| Nossa Senhora da Conceição                                   | Gávea                    |                    | Sul          | 1875                                |                                           |
| Nossa Senhora de Lourdes                                     | Vila Isabel              |                    | Norte        | 1900                                | Basílica menor                            |
| Nossa Senhora da Luz                                         | Rocha                    |                    | Norte        | 1901                                |                                           |
| Santo Cristo dos Milagres                                    | Santo Cristo             |                    | Urbano       | 1901                                |                                           |
| Nossa Senhora de Copacabana e Santa Rosa de Lima             | Copacabana               |                    | Sul          | 1908                                |                                           |
| Sagrado Coração de Jesus                                     | Glória                   |                    | Urbano       | 1908                                |                                           |
| São Sebastião e Santa Cecília                                | Bangu                    |                    | Oeste        | 1908                                |                                           |
| Nossa Senhora da Conceição                                   | Realengo                 |                    | Sul          | 1910                                |                                           |
| Nossa Senhora da Salette                                     | Catumbi                  |                    | Norte        | 1914                                |                                           |
| Nossa Senhora da Conceição e São José                        | Engenho de Dentro        |                    | Norte        | 1915                                |                                           |
| Nossa Senhora da Piedade                                     | Piedade                  |                    | Cascadura    | 1915                                |                                           |
| São Geraldo                                                  | Olaria                   |                    | Leopoldina   | 1915                                |                                           |
| São Luís Gonzaga                                             | Madureira                |                    | Madureira    | 1915                                |                                           |
| Santa Teresa de Jesus                                        | Santa Teresa             |                    | Urbano       | 1916                                |                                           |
| Santíssimo Sacramento da Antiga Sé                           | Centro                   |                    | Urbano       | 1916                                |                                           |
| Imaculado Coração de Maria                                   | Méier                    |                    | Norte        | 1918                                | Basílica menor                            |
| Nossa Senhora da Conceição                                   | Tijuca                   |                    | Sul          | 1919                                |                                           |
| Apóstolo São Pedro                                           | Cavalcante               |                    | Madureira    | 1920                                |                                           |
| Nossa Senhora da Luz                                         | Alto da Boa Vista        |                    | Norte        | 1920                                |                                           |
| Nossa Senhora das Graças                                     | Marechal Hermes          |                    | Norte        | 1920                                |                                           |
| Nossa Senhora de Nazaré                                      | Anchieta                 |                    | Anchieta     | 1920                                |                                           |
| Nossa Senhora do Bonsucesso                                  | Bonsucesso               |                    | Leopoldina   | 1920                                |                                           |
| Santo André                                                  | São Cristóvão            |                    | Urbano       | 1920                                |                                           |
| São Mateus                                                   | Oswaldo Cruz             |                    | Cascadura    | 1920                                |                                           |
| Nossa Senhora da Paz                                         | Ipanema                  |                    | Sul          | 1921                                |                                           |
| Santa Cecília                                                | Braz de Pina             |                    | Leopoldina   | 1929                                |                                           |
| Nossa Senhora da Conceição Aparecida                         | Cachambi                 |                    | Santa Cruz   | 1931                                |                                           |
| Santa Rita de Cássia                                         | Turiaçu                  |                    | Santa Cruz   | 1931                                |                                           |
| São Sebastião                                                | Bento Ribeiro            |                    | Santa Cruz   | 1931                                |                                           |
| Coração Eucarístico de Jesus                                 | Santíssimo               |                    | Oeste        | 1932                                |                                           |
| Imaculada Conceição e São Sebastião                          | Engenho de Dentro        |                    | Norte        | 1932                                |                                           |
| Nossa Senhora da Guia                                        | Lins de Vasconcelos      |                    | Norte        | 1932                                |                                           |
| São Sebastião                                                | Deodoro                  |                    | Santa Cruz   | 1932                                |                                           |
| Nossa Senhora da Consolação e Correia                        | Engenho Novo             |                    | Norte        | 1933                                |                                           |
| Nossa Senhora das Mercês                                     | Ramos                    |                    | Leopoldina   | 1933                                |                                           |
| São Paulo Apóstolo                                           | Copacabana               |                    | Sul          | 1933                                |                                           |
| Nossa Senhora do Brasil                                      | Urca                     |                    | Sul          | 1934                                |                                           |
| Santa Isabel Rainha de Portugal                              | Bento Ribeiro            |                    | Cascadura    | 1934                                |                                           |
| São Benedito                                                 | Pilares                  |                    | Sul          | 1934                                |                                           |
| São Januário e Santo Agostinho                               | São Cristóvão            |                    | Urbano       | 1934                                |                                           |
| São Pedro Apóstolo                                           | Encantado                |                    | Cascadura    | 1934                                |                                           |
| Divino Salvador                                              | Piedade                  |                    | Cascadura    | 1936                                |                                           |
| Sagrados Corações                                            | Tijuca                   |                    | Norte        | 1936                                |                                           |
| Bom Jesus da Penha                                           | Penha                    |                    | Leopoldina   | 1938                                |                                           |
| Santa Teresinha do Menino Jesus                              | Botafogo                 |                    | Sul          | 1938                                |                                           |
| Santa Margarida Maria                                        | Lagoa                    |                    | Sul          | 1939                                |                                           |
| São Sebastião                                                | Parada de Lucas          |                    | Santa Cruz   | 1941                                |                                           |
| Cristo Rei                                                   | Vaz Lobo                 |                    | Madureira    | 1942                                |                                           |
| Nossa Senhora do Perpétuo Socorro                            | Grajaú                   |                    | Santa Cruz   | 1942                                |                                           |
| Santo Antônio                                                | Pavuna                   |                    | Norte        | 1944                                |                                           |
| São Cosme e São Damião                                       | Andaraí                  |                    | Norte        | 1944                                |                                           |
| São José                                                     | Lagoa                    |                    | Urbano       | 1944                                |                                           |
| São José                                                     | Ricardo de Albuquerque   |                    | Urbano       | 1944                                |                                           |
| São Roque                                                    | Vila Valqueire           |                    | Cascadura    | 1944                                |                                           |
| Cristo Redentor                                              | Laranjeiras              |                    | Sul          | 1945                                |                                           |
| Nossa Senhora da Lapa                                        | Senador Camará           |                    | Oeste        | 1945                                |                                           |
| Nossa Senhora do Carmo                                       | Vicente de Carvalho      |                    | Leopoldina   | 1945                                |                                           |
| Nossa Senhora do Rosário                                     | Del Castilho             |                    | Sul          | 1945                                |                                           |
| Nossa Senhora dos Navegantes                                 | Bonsucesso               |                    | Oeste        | 1945                                |                                           |
| Sagrada Família                                              | Saúde                    |                    | Urbano       | 1945                                |                                           |
| Sagrado Coração de Jesus                                     | Padre Miguel             |                    | Urbano       | 1945                                |                                           |
| Santa Catarina de Alexandria                                 | Saúde                    |                    | Urbano       | 1945                                |                                           |
| Santa Edviges                                                | São Cristóvão            |                    | Urbano       | 1945                                | Santuário arquidiocesano                  |
| Santa Mônica                                                 | Leblon                   |                    | Sul          | 1945                                |                                           |
| Santa Sofia                                                  | Cosmos                   |                    | Campo Grande | 1945                                |                                           |
| Santíssima Trindade                                          | Flamengo                 |                    | Sul          | 1945                                |                                           |
| Santo Antônio Maria Zaccaria                                 | Tanque                   |                    | Jacarepaguá  | 1945                                |                                           |
| Santo Sepulcro                                               | Madureira                |                    | Madureira    | 1945                                |                                           |
| São Francisco de Assis                                       | Rio Comprido             |                    | Oeste        | 1945                                |                                           |
| São Jerônimo                                                 | Coelho Neto              |                    | Anchieta     | 1945                                |                                           |
| São João Batista e Nossa Senhora das Graças                  | Realengo                 |                    | Oeste        | 1945                                |                                           |
| São João Bosco                                               | Riachuel                 |                    | Norte        | 1945                                |                                           |
| São Jorge                                                    | Quintino                 |                    | Santa Cruz   | 1945                                |                                           |
| São Judas Tadeu                                              | Cosme Velho              |                    | Sul          | 1945                                | Santuário arquidiocesano                  |
| São Lourenço                                                 | Bangu                    |                    | Oeste        | 1945                                |                                           |
| São Sebastião                                                | Olaria                   |                    | Santa Cruz   | 1945                                |                                           |
| Nossa Senhora do Sagrado Coração                             | Praça Seca               |                    | Cascadura    | 1946                                |                                           |
| Nossa Senhora do Rosário de Pompéia                          | Ricardo de Albuquerque   |                    | Anchieta     | 1947                                |                                           |
| Santa Teresinha do Menino Jesus                              | Tijuca                   |                    | Sul          | 1947                                | Basílica menor                            |
| São Sebastião                                                | Tijuca                   |                    | Santa Cruz   | 1947                                | Basílica menor e santuário arquidiocesano |
| São Vicente de Paulo                                         | Engenho da Rainha        |                    | Madureira    | 1947                                |                                           |
| Santa Rita dos Impossíveis                                   | Ramos                    |                    | Leopoldina   | 1948                                |                                           |
| Nossa Senhora de Guadalupe                                   | Guadalupe                |                    | Madureira    | 1949                                |                                           |
| Santo Afonso                                                 | Tijuca                   |                    | Norte        | 1949                                |                                           |
| Santa Bárbara e Santa Cecília                                | Vigário Geral            |                    | Leopoldina   | 1950                                |                                           |
| Nossa Senhora das Graças                                     | Maria da Graça           |                    | Norte        | 1952                                |                                           |
| Nossa Senhora de Fátima                                      | Marechal Hermes          |                    | Urbano       | 1952                                |                                           |
| Santa Luzia                                                  | Honório Gurgel           |                    | Urbano       | 1952                                |                                           |
| São José                                                     | Magalhães Bastos         |                    | Urbano       | 1952                                |                                           |
| Nossa Senhora da Consolata                                   | Benfica                  |                    | Urbano       | 1954                                |                                           |
| Nossa Senhora das Dores                                      | Rio Comprido             |                    | Norte        | 1956                                |                                           |
| Nossa Senhora Medianeira de Todas as Graças                  | Oswaldo Cruz             |                    | Cascadura    | 1956                                |                                           |
| São Bonifácio                                                | Botafogo                 |                    | Sul          | 1956                                | Paróquia alemã                            |
| São José Operário                                            | Jardim Guanabara         | Ilha do Governador | Oeste        | 1957                                |                                           |
| Nossa Senhora de Loreto                                      | Galeão                   | Ilha do Governador | Jacarepaguá  | 1957                                |                                           |
| Santa Bárbara                                                | Rocha Miranda            |                    | Anchieta     | 1957                                |                                           |
| São Brás                                                     | Madureira                |                    | Madureira    | 1958                                |                                           |
| São Vicente de Paulo                                         | Vicente de Carvalho      |                    | Madureira    | 1958                                |                                           |
| São Francisco de Paula                                       | Barra da Tijuca          |                    | Barra        | 1959                                |                                           |
| Bom Pastor e Nossa Senhora de Fátima                         | Campo Grande             |                    | Campo Grande | 1959                                |                                           |
| Nossa Senhora da Conceição e São Justino                     | Parada de Lucas          |                    | Leopoldina   | 1959                                |                                           |
| Nossa Senhora do Amparo e Santa Maria Goretti                | Cascadura                |                    | Cascadura    | 1959                                |                                           |
| Nossa Senhora do Divino Amor                                 | Irajá                    |                    | Madureira    | 1959                                |                                           |
| Santa Edviges                                                | Brás de Pina             |                    | Leopoldina   | 1959                                |                                           |
| São José                                                     | Barros Filho             |                    | Urbano       | 1959                                |                                           |
| São Miguel Arcanjo                                           | Colégio                  |                    | Oeste        | 1959                                |                                           |
| Imaculada Conceição                                          | Botafogo                 |                    | Barra        | 1960                                | Basílica menor                            |
| Nossa Senhora de Fátima                                      | Centro                   |                    | Urbano       | 1960                                |                                           |
| Nossa Senhora de Fátima                                      | Furnas                   |                    | Urbano       | 1960                                |                                           |
| Santo Antônio                                                | Brás de Pina             |                    | Norte        | 1960                                |                                           |
| São Rafael Arcanjo                                           | Vista Alegre             |                    | Leopoldina   | 1960                                |                                           |
| Nossa Senhora da Assunção                                    | Sulacap                  |                    | Cascadura    | 1961                                |                                           |
| Nossa Senhora de Fátima                                      | Paciência                |                    | Urbano       | 1961                                |                                           |
| Santa Cruz                                                   | Copacabana               |                    | Cascadura    | 1961                                |                                           |
| Santa Rosa de Lima                                           | Jardim América           |                    | Leopoldina   | 1961                                |                                           |
| Santa Teresa de Jesus                                        | Vila Santa Teresa        | Coelho Neto        | Urbano       | 1961                                |                                           |
| São Judas Tadeu                                              | Bangu                    |                    | Sul          | 1961                                |                                           |
| Nossa Senhora das Dores e São Judas Tadeu                    | Anchieta                 |                    | Anchieta     | 1962                                |                                           |
| São José Operário                                            | Realengo                 |                    | Oeste        | 1963                                |                                           |
| Divino Espírito Santo                                        | Barata                   | Realengo           | Santa Cruz   | 1963                                |                                           |
| Nossa Senhora da Cabeça                                      | Penha                    |                    | Leopoldina   | 1963                                |                                           |
| Sagrado Coração de Jesus                                     | Méier                    |                    | Urbano       | 1963                                |                                           |
| Santos Anjos                                                 | Leblon                   |                    | Sul          | 1963                                |                                           |
| Cristo Operário e Santo Cura D’Ars                           | Kennedy                  |                    | Oeste        | 1964                                |                                           |
| Santo Antônio                                                | Água Santa               |                    | Norte        | 1964                                |                                           |
| Menino Jesus de Praga                                        | Bangu                    |                    | Oeste        | 1965                                |                                           |
| Nossa Senhora da Esperança                                   | Botafogo                 |                    | Sul          | 1965                                |                                           |
| Sangue de Cristo                                             | Aldeia Campista          |                    | Norte        | 1965                                |                                           |
| Santa Inês                                                   | Jabour                   | Senador Camará     | Oeste        | 1965                                |                                           |
| São José e Nossa Senhora das Dores                           | Andaraí                  |                    | Norte        | 1965                                |                                           |
| Nossa Senhora da Misericórdia                                | Botafogo                 |                    | Anchieta     | 1966                                |                                           |
| Nossa Senhora do Bonsucesso de Inhaúma                       | Bonsucesso               |                    | Leopoldina   | 1966                                |                                           |
| Santa Cecília e São Pio X                                    | Botafogo                 |                    | Sul          | 1966                                |                                           |
| Santa Edviges e São Pedro                                    | Sepetiba                 |                    | Santa Cruz   | 1966                                |                                           |
| São Camilo de Lellis                                         | Usina                    |                    | Norte        | 1966                                |                                           |
| Nossa Senhora de Fátima Rainha de Todos os Santos            | Todos os Santos          |                    | Norte        | 1967                                |                                           |
| Nossa Senhora de Nazaré e Santos Mártires Ugandenses         | Acari                    |                    | Anchieta     | 1967                                |                                           |
| Nossa Senhora do Rosário de Fátima e Santo Antônio de Lisboa | Taquara                  |                    | Jacarepaguá  | 1967                                |                                           |
| Santa Clara                                                  | Guaratiba                |                    | Campo Grande | 1967                                |                                           |
| Jesus Ressuscitado                                           | Vila da Penha            |                    | Leopoldina   | 1968                                |                                           |
| Nossa Senhora do Rosário                                     | Leme                     |                    | Sul          | 1968                                |                                           |
| Pai Eterno e São José                                        | Cidade de Deus           |                    | Jacarepaguá  | 1968                                |                                           |
| Sagrada Família                                              | Ribeira                  | Ilha do Governador | Urbano       | 1968                                |                                           |
| São Domingos de Gusmão                                       | Tijuca                   |                    | Norte        | 1968                                |                                           |
| São Tiago Apóstolo                                           | Lins de Vasconcelos      |                    | Norte        | 1968                                |                                           |
| Nossa Senhora da Conceição                                   | Campinho                 |                    | Sul          | 1969                                |                                           |
| Nossa Senhora das Graças                                     | Vila Nova                | Campo Grande       | Norte        | 1969                                |                                           |
| Nossa Senhora do Perpétuo Socorro                            | Parque Colúmbia          | Pavuna             | Santa Cruz   | 1969                                |                                           |
| Sagrada Família                                              | Taquara                  |                    | Urbano       | 1969                                |                                           |
| Sant’Ana                                                     | Campo Grande             |                    | Campo Grande | 1969                                |                                           |
| Santa Efigênia e Menino Jesus de Praga                       | Irajá                    |                    | Leopoldina   | 1969                                |                                           |
| São Conrado                                                  | São Conrado              |                    | Barra        | 1969                                |                                           |
| São João Evangelista                                         | Campo Grande             |                    | Cascadura    | 1969                                |                                           |
| Nossa Senhora Auxiliadora                                    | Jacaré                   |                    | Norte        | 1970                                |                                           |
| Nossa Senhora da Boa Esperança                               | Honório Gurgel           |                    | Cascadura    | 1970                                |                                           |
| Nossa Senhora da Divina Providência                          | Jardim Botânico          |                    | Sul          | 1970                                |                                           |
| Nossa Senhora do Monte Claro                                 | Flamengo                 |                    | Anchieta     | 1970                                |                                           |
| São Bartolomeu                                               | Itanhangá                |                    | Barra        | 1970                                |                                           |
| Nossa Senhora de Fátima e São João de Deus                   | Jardim Novo              | Realengo           | Oeste        | 1971                                |                                           |
| Ressurreição                                                 | Copacabana               |                    | Sul          | 1971                                |                                           |
| Cristo Ressuscitado                                          | Padre Miguel             |                    | Oeste        | 1972                                |                                           |
| Jesus Divino Mestre                                          | Cachambi                 |                    | Norte        | 1972                                |                                           |
| Jesus Sacramentado                                           | Penha Circular           |                    | Leopoldina   | 1972                                |                                           |
| Nossa Senhora da Conceição                                   | Ramos                    |                    | Sul          | 1972                                |                                           |
| Nossa Senhora de Fátima                                      | Olaria                   |                    | Urbano       | 1972                                |                                           |
| Santa Cruz do Senhor                                         | Piedade                  |                    | Cascadura    | 1972                                |                                           |
| Anunciação à Nossa Senhora                                   | Riachuelo                |                    | Norte        | 1973                                |                                           |
| Divino Espírito Santo e São João Batista                     | Maracanã                 |                    | Norte        | 1974                                |                                           |
| Maria Mãe da Igreja e São Judas Tadeu                        | Padre Miguel             |                    | Oeste        | 1974                                |                                           |
| São Francisco de Assis                                       | Senador Camará           |                    | Oeste        | 1974                                |                                           |
| Nossa Senhora Aparecida                                      | Guaratiba                |                    | Oeste        | 1975                                |                                           |
| Catedral Metropolitana                                       | Centro                   |                    | Urbano       | 1976                                |                                           |
| Nossa Senhora da Glória                                      | Cordovil                 |                    | Sul          | 1976                                |                                           |
| Nossa Senhora do Carmo da Antiga Sé                          | Centro                   |                    | Urbano       | 1976                                |                                           |
| Santa Rita de Cássia                                         | Jardim Palmares          | Paciência          | Santa Cruz   | 1976                                |                                           |
| São João Evangelista                                         | Oswaldo Cru              |                    | Cascadura    | 1976                                |                                           |
| São José                                                     | Glória                   |                    | Urbano       | 1977                                | Paróquia chinesa                          |
| Nossa Senhora das Dores                                      | Inhaúma                  |                    | Norte        | 1978                                |                                           |
| Sagrada Família                                              | Realengo                 |                    | Urbano       | 1978                                |                                           |
| Santa Bernadete                                              | Higienópolis             |                    | Leopoldina   | 1978                                |                                           |
| Jesus Bom Pastor                                             | Anchieta                 |                    | Anchieta     | 1979                                |                                           |
| Nossa Senhora da Saúde                                       | Curicica                 |                    | Jacarepaguá  | 1979                                |                                           |
| São Benedito                                                 | Santa Cruz               |                    | Sul          | 1979                                |                                           |
| São Dimas                                                    | Padre Miguel             |                    | Oeste        | 1979                                |                                           |
| Senhor do Bonfim                                             | Cidade Alta              | Cordovil           | Leopoldina   | 1979                                |                                           |
| São Miguel                                                   | Magalhães Bastos         |                    | Oeste        | 1982                                |                                           |
| Divina Misericórdia                                          | Vila Valqueire           |                    | Cascadura    | 1983                                |                                           |
| Santo Antônio de Pádua e Nossa Senhora da Boa Vista          | Cachambi                 |                    | Norte        | 1983                                |                                           |
| Jesus Salvador do Mundo                                      | Paciência                |                    | Santa Cruz   | 1984                                |                                           |
| Nossa Senhora Aparecida                                      | Santa Margarida          | Campo Grande       | Oeste        | 1984                                |                                           |
| Nossa Senhora Aparecida                                      | Jardim Batan             | Realengo           | Oeste        | 1984                                |                                           |
| Nossa Senhora da Conceição e Santo Antônio                   | Guandu do Sena           | Campo Grande       | Oeste        | 1984                                |                                           |
| Nossa Senhora da Glória                                      | Santa Cruz               |                    | Sul          | 1984                                |                                           |
| Nossa Senhora da Paz                                         | Conjunto Campinho        | Campo Grande       | Sul          | 1984                                |                                           |
| Nossa Senhora da Paz                                         | Serrinha                 | Campo Grande       | Sul          | 1984                                |                                           |
| Sagrada Família                                              | Mendanha                 | Campo Grande       | Urbano       | 1984                                |                                           |
| Santa Margarida Maria de Alacoque                            | Viegas                   | Senador Camará     | Oeste        | 1984                                |                                           |
| São Francisco de Assis                                       | Anchieta                 |                    | Oeste        | 1984                                |                                           |
| São José Operário                                            | Bonsucesso               |                    | Oeste        | 1985                                |                                           |
| Imaculada Conceição                                          | Recreio dos Bandeirantes |                    | Barra        | 1985                                |                                           |
| Nossa Senhora da Boa Viagem                                  | Rocinha                  |                    | Sul          | 1985                                |                                           |
| Bom Pastor                                                   | Tijuca                   |                    | Oeste        | 1986                                |                                           |
| Santo Agostinho                                              | Novo Leblon              | Barra da Tijuca    | Barra        | 1986                                |                                           |
| São Marcos                                                   | Barra da Tijuca          |                    | Barra        | 1986                                |                                           |
| São Pedro do Mar                                             | Recreio dos Bandeirantes |                    | Barra        | 1987                                |                                           |
| São Sebastião                                                | Vargem Grande            |                    | Santa Cruz   | 1987                                |                                           |
| São Luís Rei de França                                       | Costa Barros             |                    | Anchieta     | 1989                                |                                           |
| São Sebastião                                                | Cocotá                   | Ilha do Governador | Santa Cruz   | 1989                                |                                           |
| Nossa Senhora da Vitória                                     | Barra da Tijuca          |                    | Barra        | 1991                                |                                           |
| Nossa Senhora de Guadalupe                                   | Jardim Guadalajara       | Inhaúma            | Madureira    | 1992                                |                                           |
| Nossa Senhora de Fátima                                      | Pechincha                |                    | Urbano       | 1995                                |                                           |
| Nossa Senhora Mãe da Divina Providência                      | Taquara                  |                    | Urbano       | 1995                                |                                           |
| Nossa Senhora da Conceição Aparecida                         | Paciência                |                    | Santa Cruz   | 1996                                |                                           |
| Nossa Senhora da Conceição                                   | Monteiro                 | Campo Grande       | Sul          | 1996                                |                                           |
| Santa Teresinha do Menino Jesus                              | Urucânia                 | Santa Cruz         | Sul          | 1996                                |                                           |
| São Pedro Apóstolo                                           | Pedra de Guaratiba       |                    | Cascadura    | 1996                                |                                           |
| São José Operário                                            | Campo Grande             |                    | Oeste        | 1997                                |                                           |
| Nossa Senhora de Fátima                                      | Coqueiros                | Santíssimo         | Urbano       | 1998                                |                                           |
| Nossa Senhora do Perpétuo Socorro                            | Jesuítas                 | Santa Cruz         | Santa Cruz   | 1998                                |                                           |
| São Brás                                                     | Jardim Pedregoso         | Campo Grande       | Madureira    | 1998                                |                                           |
| Nossa Senhora de Fátima                                      | Tomaz Coelho             |                    | Urbano       | 1999                                |                                           |
| Santa Teresinha do Menino Jesus                              | Bairro Santa Teresinha   | Campo Grande       | Sul          | 1999                                |                                           |
| Santa Rita de Cássia                                         | Vila Santa Rita          | Campo Grande       | Santa Cruz   | 2000                                |                                           |
| Nossa Senhora da Conceição                                   | São Vítor                | Campo Grande       | Sul          | 2001                                |                                           |
| Jesus de Nazaré                                              | Bonsucesso               |                    | Leopoldina   | 2003                                |                                           |
| Nossa Senhora da Paz                                         | Parque União             | Bonsucesso         | Sul          | 2003                                |                                           |
| Sagrada Família                                              | Nova Holanda             | Bonsucesso         | Urbano       | 2003                                |                                           |
| Santa Luzia                                                  | Gardênia Azul            |                    | Urbano       | 2003                                |                                           |
| Nossa Senhora dos Navegantes                                 | Padre Miguel             | Bangu              | Oeste        | 2005                                |                                           |
| Nossa Senhora Aparecida                                      | Marcílio Dias            | Penha Circular     | Oeste        | 2006                                |                                           |
| Nossa Senhora Aparecida                                      | Moneró                   | Ilha do Governador | Oeste        | 2006                                |                                           |
| São João Batista                                             | Campo Grande             |                    | Jacarepaguá  | 2006                                |                                           |
| São Judas Tadeu                                              | Senador Vasconcelos      |                    | Sul          | 2006                                |                                           |
| Nossa Senhora da Conceição                                   | Pavuna                   |                    | Sul          | 2008                                |                                           |
| Nossa Senhora Aparecida                                      | Del Castilho             |                    | Oeste        | 2010                                |                                           |
| Nossa Senhora do Rosário de Fátima                           | Bonsucesso               |                    | Leopoldina   | 2010                                |                                           |
| São João Batista                                             | Campo Grande             |                    | Jacarepaguá  | 2010                                |                                           |
| São José                                                     | Santa Cruz               |                    | Urbano       | 2010                                |                                           |
| São Sebastião                                                | Quintino                 |                    | Santa Cruz   | 2010                                |                                           |
| Bom Pastor                                                   | Bangu                    |                    | Oeste        | 2011                                |                                           |
| Nossa Senhora do Carmo                                       | São Jorge                |                    | Leopoldina   | 2011                                |                                           |
| São João Batista                                             | Anil                     |                    | Jacarepaguá  | 2011                                |                                           |
| São Marcelino Champagnat                                     | Jacarepaguá              |                    | Barra        | 2011                                |                                           |
| Bom Jesus                                                    | Manguariba               | Paciência          | Santa Cruz   | 2012                                |                                           |
| Cristo Libertador                                            | Realengo                 |                    | Oeste        | 2012                                |                                           |
| Santo Antônio                                                | Tauá                     | Ilha do Governador | Norte        | 2012                                |                                           |
| São Judas Tadeu                                              | Penha                    |                    | Sul          | 2013                                |                                           |
| Santo Antônio                                                | Barra da Tijuca          |                    | Norte        | 2015                                |                                           |
| Nossa Senhora das Graças                                     | Curicica                 |                    | Norte        | 2016                                |                                           |
| São João Paulo II                                            | Caju                     |                    | Urbano       | 2017                                |                                           |
| São Miguel Arcanjo                                           | Benfica                  |                    | Oeste        | 2017                                |                                           |
| Nossa Senhora de Fátima                                      | Guaratiba                |                    | Urbano       | 2018                                |                                           |